# セントール (ロケット)
セントール (Centaur 「ケンタウロスの意」) はアメリカ合衆国のロケット。液体水素と液体酸素を燃料に使う最初の実用ロケットであり、RL-10エンジン (推力66.7 kN) を一基もしくは二基装備する。アトラス、タイタンの上段に載せられ人工衛星や惑星探査機を軌道に乗せるのに使用される。
エンジンを再着火でき、静止衛星の打ち上げではパーキング軌道に乗ると一旦噴射を止め、タイミングを合わせて再び点火し衛星を静止トランスファ軌道に乗せている。
2012年2月24日に打上げられたアトラスVロケットの打ち上げにより、セントールロケットは200回目の飛行を達成した。このうち失敗は11回のみであった。
スペースシャトルのチャレンジャー事故が起きる前は、衛星をより高い軌道に投入するため、静止衛星打ち上げなどにスペースシャトルの貨物室に搭載することが検討されていたが、事故後この計画はキャンセルされた。
スペースシャトルで打上げられた木星探査機ガリレオは、当初セントールを使う予定だったがチャレンジャー事故の結果、固体燃料ロケットIUSを使って地球軌道離脱を行うことになった。そのため、外惑星への軌道投入速度が不足するので金星と地球を使ってスイングバイすることで加速するよう計画が変更された。